# Kazimierz Kalicki
Kazimierz Kalicki (ur. 7 stycznia 1901 w Kazimierzowie, zm. wiosną 1940 w Charkowie) – porucznik piechoty rezerwy Wojska Polskiego, kawaler Orderu Virtuti Militari, ofiara zbrodni katyńskiej.

## Życiorys
Kazimierz Kalicki był synem Kazimierza i Anieli z domu Kust, urodził się w Kazimierzowie, rejon solecznicki. Po ukończeniu Gimnazjum św. Katarzyny w Petersburgu wcielony do armii rosyjskiej.
Od 1918 służył w I Korpusie Wschodnim. Następnie działał w Polskiej Organizacji Wojskowej w Wilnie. 
W 1918, wstąpił na ochotnika do Wojska Polskiego. Został przydzielony do 81 pułku piechoty dosłużył się stopnia plutonowego. Za bohaterstwo w czasie walk z bolszewikami w wojnie polsko-bolszewickiej został odznaczony Virtuti Militari.
Po zakończeniu działań wojennych pozostał w wojsku, został zweryfikowany do stopnia podporucznika ze starszeństwem z dniem 1 czerwca 1919 i pozostał w 81 pułku. W 1922 został przeniesiony do rezerwy. Pracował w nadleśnictwie Ordynacji Zamojskich. W 1925 został przydzielony do 5 pułku piechoty Legionów. Odbył ćwiczenia w Centralnej Szkole Strzelań oraz w 8 pułku piechoty Legionów. Kazimierz Kalicki awansował do stopnia porucznika rezerwy ze starszeństwem z dniem 1 stycznia 1935.
Pracował w nadleśnictwie Józefów w Ordynacji Zamojskiej.

W 1939 został zmobilizowany i wcielony do 8 pułku piechoty. Po agresji ZSRR na Polskę, w końcu września 1939 część wycofujących się zgodnie z rozkazem oddziałów 8 pułku przekroczyła Wieprz, gdzie natknęła się na oddziały sowieckie. Oficerowie zostali przewiezieni do Zamościa, skąd przewieziono ich do obozów jenieckich w ZSRR. Kazimierz Kalicki trafił do obozu w Starobielsku. Wiosną 1940 został zamordowany przez funkcjonariuszy NKWD w Charkowie i pogrzebany potajemnie w bezimiennej mogile zbiorowej w Piatichatkach, gdzie od 17 czerwca 2000 mieści się oficjalnie Cmentarz Ofiar Totalitaryzmu w Charkowie. Figuruje na Liście Starobielskiej NKWD, pod poz. 1324.
5 października 2007 minister obrony narodowej Aleksander Szczygło mianował go pośmiertnie na stopień kapitana. Awans został ogłoszony 9 listopada 2007 w Warszawie, w trakcie uroczystości „Katyń Pamiętamy – Uczcijmy Pamięć Bohaterów”.

## Ordery i odznaczenia
- Krzyż Srebrny Orderu Wojskowego Virtuti Militari nr 4114 (1922)[9]
- Krzyż Walecznych[1]